# Munir El Haddadi
Munir El Haddadi Mohamed (ur. 1 września 1995 w San Lorenzo de El Escorial) – marokańsko-hiszpański piłkarz, występujący na pozycji napastnika w hiszpańskim klubie CD Leganés oraz w reprezentacji Maroka. Uczestnik Pucharu Narodów Afryki 2021. Wychowanek FC Barcelony. Były reprezentant młodzieżowej reprezentacji Hiszpanii oraz jednokrotny reprezentant seniorskiej kadry narodowej.

## Kariera klubowa

### Początki
W 2010 został wypożyczony z Atlético Madryt do CF Rayo Majadahonda i przez kolejny rok występów w jednym z juniorskich zespołów zdobył 32 bramki w 29 występach. Swoją grą przyciągnął uwagę wielu europejskich klubów, w tym m.in. Realu Madryt i Manchesteru City, ostatecznie jednak latem 2011 trafił do akademii piłkarskiej FC Barcelony.

### FC Barcelona
Podczas swojego debiutu w rozgrywkach Ligi Młodzieżowej UEFA Munir strzelił dwie bramki Ajaksowi. Później trafiał także m.in. w starciach z Milanem oraz København. Rozgrywki zakończył z dorobkiem 11 goli w 10 meczach, zdobywając dwa gole także w spotkaniu finałowym z Benfiką. 3 lutego 2014 roku przedłużył swój kontrakt z klubem do czerwca 2017 roku.
Po tym jak spędził na ławce spotkania z CD Tenerife i Deportivo La Coruña, 1 marca 2014 zadebiutował w barwach FC Barcelony B podczas wygranego 2:1 spotkania ligowego z RCD Mallorką, zmieniając w 72. minucie Sandro Ramíreza. Pierwszego gola dla drużyny rezerw zdobył 19 kwietnia tego samego roku w wygranym 2:1 meczu z Gironą.
24 sierpnia 2014 oficjalnie zadebiutował w pierwszym zespole Barcelony podczas wygranego 3:0 ligowego meczu z Elche CF. Podczas debiutu wyszedł w podstawowym składzie, a także zdobył bramkę na 2:0 i w 67. minucie został zmieniony przez Pedro.

### Valencia CF
W sierpniu 2016 został wypożyczony na rok do Valencia CF. Podobnie jak jego klub zaliczył dość kiepski sezon i wrócił do Barcelony, gdyż Valencia nie zdecydowała się na jego wykupienie.

### Deportivo Alavés
1 września 2017 udał się na kolejne roczne wypożyczenie. Tym razem trafił do Deportivo Alavés.

## Kariera reprezentacyjna
Munir urodził się w Hiszpanii, jednak jego rodzice pochodzą z Maroka, dzięki czemu był on uprawniony do reprezentowania obu tych krajów. Ofertę finansową złożył też Katar, których chciał nakłonić Munira do przyjęcia katarskiego obywatelstwa i gry w barwach gospodarzy podczas organizowanych w tym kraju Mistrzostw Świata 2022.
29 sierpnia 2014 Munir otrzymał pierwsze powołanie do prowadzonej przez Alberta Celadesa kadry Hiszpanii do lat 21 na wrześniowe spotkania z Węgrami i Austrią. W związku z kontuzją Diego Costy selekcjoner reprezentacji seniorskiej Vicente del Bosque zdecydował się jednak przesunąć Munira do prowadzonej przez siebie kadry, która miała 8 września rozegrać mecz eliminacji do Mistrzostw Europy 2016 z Macedonią. Podczas tego wygranego 5:1 spotkania oficjalnie zadebiutował w barwach kadry A, zmieniając w 77. minucie Koke.

## Statystyki

### Klubowe
(aktualne na 1 kwietnia 2023)
| Klub                    | Sezon              | Liga               | Liga  | Liga   | Puchar Króla | Puchar Króla | Europa | Europa | Inne  | Inne   | Suma  | Suma   |
| Klub                    | Sezon              | Liga               | Mecze | Bramki | Mecze        | Bramki       | Mecze  | Bramki | Mecze | Bramki | Mecze | Bramki |
| ----------------------- | ------------------ | ------------------ | ----- | ------ | ------------ | ------------ | ------ | ------ | ----- | ------ | ----- | ------ |
| FC Barcelona B          | 2013/2014          | Segunda División   | 11    | 4      | –            | –            | 10     | 11     | –     | –      | 21    | 15     |
| FC Barcelona B          | 2014/2015          | Segunda División   | 17    | 4      | –            | –            | –      | –      | –     | –      | 17    | 4      |
| FC Barcelona B          | Ogólnie            | Ogólnie            | 28    | 8      | 0            | 0            | 10     | 11     | 0     | 0      | 38    | 19     |
| FC Barcelona            | 2014/2015          | Primera División   | 10    | 1      | 3            | 0            | 3      | 0      | –     | –      | 16    | 1      |
| FC Barcelona            | 2015/2016          | Primera División   | 15    | 3      | 5            | 5            | 4      | 0      | 2     | 0      | 26    | 8      |
| FC Barcelona            | 2016/2017          | Primera División   | 1     | 0      | 0            | 0            | 0      | 0      | 2     | 1      | 3     | 1      |
| FC Barcelona            | Ogólnie            | Ogólnie            | 26    | 4      | 8            | 5            | 7      | 0      | 4     | 1      | 45    | 10     |
| Valencia CF (wyp.)      | 2016/2017          | Primera División   | 33    | 6      | 3            | 1            | –      | –      | –     | –      | 36    | 7      |
| Deportivo Alavés (wyp.) | 2017/2018          | Primera División   | 33    | 10     | 4            | 4            | –      | –      | –     | –      | 37    | 13     |
| FC Barcelona            | 2018/2019          | Primera División   | 7     | 1      | 2            | 1            | 2      | 0      | –     | –      | 11    | 2      |
| Sevilla FC              | 2018/2019          | Primera División   | 16    | 5      | 1            | 0            | 3      | 2      | –     | –      | 20    | 7      |
| Sevilla FC              | 2019/2020          | Primera División   | 21    | 5      | 2            | 0            | 9      | 5      | –     | –      | 32    | 10     |
| Sevilla FC              | 2020/2021          | Primera División   | 24    | 4      | 6            | 0            | 6      | 1      | –     | –      | 36    | 5      |
| Sevilla FC              | 2021/2022          | Primera División   | 16    | 2      | 2            | 0            | 7      | 1      | –     | –      | 25    | 3      |
| Sevilla FC              | 2022/2023          | Primera División   | 0     | 0      | 0            | 0            | 0      | 0      | –     | –      | 0     | 0      |
| Sevilla FC              | Ogólnie            | Ogólnie            | 77    | 16     | 11           | 0            | 25     | 9      | 0     | 0      | 113   | 25     |
| Getafe CF               | 2022/2023          | Primera División   | 19    | 2      | 3            | 4            | 0      | 0      | –     | –      | 22    | 6      |
| Ogólnie w karierze      | Ogólnie w karierze | Ogólnie w karierze | 223   | 47     | 31           | 15           | 44     | 20     | 4     | 1      | 303   | 82     |

### Reprezentacyjne
(aktualne na 30 stycznia 2022)
| Reprezentacja | Rok     | Mecze | Bramki |
| ------------- | ------- | ----- | ------ |
| Hiszpania     | 2014    | 1     | 0      |
| Ogólnie       | Ogólnie | 1     | 0      |
| Maroko        | 2021    | 8     | 2      |
| Maroko        | 2022    | 3     | 0      |
| Ogólnie       | Ogólnie | 11    | 2      |

| Mecze i gole w reprezentacji | Mecze i gole w reprezentacji | Mecze i gole w reprezentacji | Mecze i gole w reprezentacji | Mecze i gole w reprezentacji | Mecze i gole w reprezentacji | Mecze i gole w reprezentacji |
| Hiszpania                    | Hiszpania                    | Hiszpania                    | Hiszpania                    | Hiszpania                    | Hiszpania                    | Hiszpania                    |
| Lp.                          | Data                         | Miejsce                      | Przeciwnik                   | Gol                          | Wynik                        | Rozgrywki                    |
| ---------------------------- | ---------------------------- | ---------------------------- | ---------------------------- | ---------------------------- | ---------------------------- | ---------------------------- |
| 1.                           | 08.09.2014                   | Walencja, Hiszpania          | Macedonia Północna           |                              | 5:1                          | el. ME 2016                  |

## Sukcesy

### FC Barcelona
- Klubowe mistrzostwo świata: 2015
- Liga Mistrzów UEFA: 2014/2015
- Liga Młodzieżowa UEFA: 2013/2014
- Mistrzostwo Hiszpanii: 2014/2015, 2015/2016
- Puchar Króla: 2014/2015, 2015/2016
- Superpuchar Hiszpanii: 2016, 2018

### Indywidualne
- Król strzelców Ligi Młodzieżowej UEFA: 2013/2014 (11 goli)
- Król strzelców Pucharu Króla: 2015/2016 (5 goli)[c]

## Życie prywatne
Munir urodził się w miejscowości San Lorenzo de El Escorial, jednak lata młodzieńcze spędził w Galapagar. Jego ojciec, Mohamed El Haddadi Arbrqui, był Marokańczykiem i trafił do Hiszpanii w wieku 18 lat na pokładzie łodzi rybackiej. Matka Munira także jest arabskiego pochodzenia i urodziła się w znajdującej się w Afryce hiszpańskiej eksklawie Melilli. Do 14. roku życia Munir był fanem Realu Madryt. Jest także zadeklarowanym muzułmaninem.